# Davide Cassani
Davide Cassani (* 1. Januar 1961 in Faenza) ist ein ehemaliger italienischer Radrennfahrer, späterer Radsportjournalist und Commissario tecnico des italienischen Radsportnationalteams.

## Karriere

### Radsportler
Davide Cassani wurde 1982 Radprofi beim Team Termolan von Bruno Reverberi. 1986 wechselte er zum Team Carrera, wo Claudio Chiappucci, Roberto Visentini und Stephen Roche zu seinen Teamkollegen gehörten. Im Jahr 1988 fuhr er für Gewiss-Bianchi, u. a. mit Moreno Argentin. Von 1990 bis 1994 trug er das Trikot von Ariostea und 1995 von MG Maglificio-Technogym. Kurz nach seinem Wechsel zu Saeco im Jahr 1996 wurde er von einem Auto angefahren und musste als Folge dieses Unfalls seine Karriere als aktiver Radsportler beenden. Anschließend wurde er 1997 Sportlicher Leiter beim Team Mercatone Uno.
Cassani galt als Spezialist für lange Fluchten und einer der besten Helfer. Er gewann insgesamt 27 Profirennen. Neunmal wurde er in die italienische Mannschaft für die UCI-Straßenweltmeisterschaft berufen, die er 1988 als Siebter und 1991 als Neunter beendete.
Zu seinen größten Erfolgen zählen die Siege beim Giro dell’Emilia 1990, 1991 und 1995, bei Mailand–Turin 1991, zwei Etappen beim Giro d’Italia 1991 und 1993, beim Trofeo dello Scalatore 1991, der Mittelmeer-Rundfahrt 1994 und zwei Auflagen der Coppa Agostoni. 1991 gewann er die Rennserie Trofeo dello Scalatore. Seine besten Platzierungen bei den Klassikern waren 1992 jeweils ein dritter Platz bei der Flèche Wallonne und der Lombardei-Rundfahrt sowie ein zweiter Platz beim Amstel Gold Race 1995.

### Journalist
Nach Ende seiner Radsportkarriere wurde Cassani Kommentator beim italienischen Fernsehsender RAI und kommentierte seitdem von allen wichtigen Straßenradrennen. Während der Übertragung einer Etappe der Tour de France 2007 lobte er Michael Rasmussen für seinen Trainingsfleiß und berichtete von seinen Eindrücken, während er ihn im Trentino beim Training beobachtete. Diese Information kostete den Dänen, zu diesem Zeitpunkt im Gelben Trikot, möglicherweise den Sieg der Rundfahrt. Sein Team Rabobank  nahm Rasmussen, dem zuvor schon vorgeworfen worden war, gegenüber den Dopingkontrolleuren falsche Aufenthaltsorte angegeben zu haben, wegen eines Verstoßes gegen die Teamregeln aus dem Rennen, da er gegenüber dem Team angegeben hatte, zu dieser Zeit in Mexiko gewesen zu sein.
Cassani ist zusammen mit einem anderen Ex-Radprofi, Massimo Boglia, Protagonist der auch auf DVD veröffentlichten Reihe Le Grandi Salite del Ciclismo, in der die beiden zusammen die berühmtesten Anstiege des Giro d’Italia und der Tour de France bewältigen. Er ist Autor des jährlich publizierten Almanacco del Ciclismo und zusammen mit Ivan Zazzaroni und Pier Bergonzi Mitautor einer Biografie über Marco Pantani (Pantani. Un eroe tragico).

### Commissario tecnico
Im Jahr 2014 übernahm Cassani als Commissario Tecnico die Koordinierung der italienischen Nationalmannschaften im Radrennsport und Betreuer der Männernationalmannschaft im Straßenradsport. Er wurde Ende der Saison 2021 nach einem Streit mit dem Präsidenten des italienischen Radsportverbands von dieser Funktion entbunden.

## Familie
Davide Cassani ist Cousin von Roberto Conti, der ebenfalls ehemaliger Radprofi ist.

## Palmarès

### Erfolge
1987
- Mannschaftszeitfahren Giro d’Italia

1989
- eine Etappe Grand Prix Tell

1990
- Giro dell’Emilia
- Coppa Bernocchi

1991
- Gesamtwertung und zwei Abschnitte Trofeo dello Scalatore
- Coppa Agostoni
- eine Etappe Giro d’Italia
- Mannschaftszeitfahren Tour de France
- Giro dell’Emilia
- Mailand–Turin

1992
- Giro di Campania
- eine Etappe Tirreno–Adriatico
- Giro della Provincia di Reggio Calabria
- Gran Premio Città di Camaiore

1993
- Coppa Agostoni
- eine Etappe Giro d’Italia

1994
- Gesamtwertung und vier Etappen Mittelmeer-Rundfahrt
- eine Etappe Baskenland-Rundfahrt
- Mannschaftszeitfahren Tour de France

1995
- Giro dell’Emilia
- Coppa Sabatini
- Giro di Romagna

### Grand Tour-Platzierungen
| Grand Tours    | 1982 | 1983 | 1984 | 1985 | 1986 | 1987 | 1988 | 1989 | 1990 | 1991 | 1992 | 1993 | 1994 | 1995 |
| -------------- | ---- | ---- | ---- | ---- | ---- | ---- | ---- | ---- | ---- | ---- | ---- | ---- | ---- | ---- |
| Giro d’Italia  | 40.  | 37.  | DNF  | 54.  | 35.  | 43.  | DNF  | DNF  | -    | DNF  | 105. | 66.  | -    | -    |
| Tour de France | -    | -    | -    | DNF  | DNF  | -    | -    | -    | 80.  | 112. | DNF  | 105. | 108. | 112. |

DNF = Rennen aufgegeben oder wegen Zeitüberschreitung aus dem Rennen genommen

## Teams
- 1982–1983: Termolan
- 1984–1985: Santini
- 1986–1987: Carrera
- 1988–1989: Gewiss-Bianchi
- 1990–1993: Ariostea
- 1994–1995: MG Maglificio-Technogym
- 1996: Saeco
- 1997: Mercatone Uno (Sportdirektor)
- 2014–2021: Italienische Nationalteams (Commissario tecnico)

## Bibliografie
- Pier Bergonzi, Davide Cassani, Ivan Zazzaroni, Vai, Pantani! , Mondadori, 2007. ISBN 978-88-04-55424-0.
- Davide Cassani, Quelli che pedalano, Mondadori, 2009. ISBN 978-88-04-57782-9.